# Мефодий (Попоский)
Мефодий (макед. Методиј, в миру Гёрги Попоский, макед. Ѓорѓи Попоски, Джордже Попович серб. Ђорђе Поповић, Георгий Попов, болг. Георги Попов; 27 марта 1914, Прилеп, Сербия — 25 февраля 1976, Охрид, Союзная Республика Македония) — епископ неканонической Македонской православной церкви, митрополит Дебарско-Кичевский. В 1966—1967 годы был викарным епископом Сербской православной церкви.

## Биография
Окончил шестиклассную семинарию в Битоле и философский факультет Скопийского университета.
27 октября 1936 года был рукоположен в сан диакона, а в июле 1937 года — в сан священника.
С 1941 года до монашеского пострижения служил на Благовещенском приходе в Прилепе.
13 октября 1965 года был избран викарным епископом с титулом Величский. 12 февраля 1966 года на подворье святого Наума в Битоле архиепископом Охридским и Македонским Досифеем (Стойковским) был пострижен в монашество с именем Мефодий.
12 марта 1966 года в Благовещенской церкви в Прилепе состоялось его наречение, 13 марта там же — епископская хиротония, которую совершили архиепископ Досифей (Стойковский), епископи Преспанско-Битолский Климент (Трайковский) и епископ Злетовско-Струмичский Наум (Димовский).
Был участником третьего церковно-народного собора в Охриде, проходившего с 17 по 19 июля 1967 года, на котором была провозглашена самочинная автокефалия Македонской православной церкви. 18 июля 1967 года решением Синода Македонской Православной Церкви был назначен правящим архиереем новосозданной Дебарско-Кичевской митрополии с кафедрой в Охриде (создана 17 июля 1967 года), в связи с чем возведён в сан митрополита.
Скончался 25 февраля 1976 года. Похоронен во дворе на Каменской церкви Успения Пресвятой Богородицы в Охриде.